# Stadtmitte (métro de Berlin)
Stadtmitte est une station des lignes 2 et 6 du métro de Berlin. Elle est située au croisement de Friedrichstraße et de Mohrenstraße, dans le quartier de Mitte, à Berlin en Allemagne.

## Histoire
Les travaux de construction de la nouvelle section entre Potsdamer Platz et Spittelmarkt commencent le 15 décembre 1905. L'ouverture de la station Friedrichstraße a lieu le 1er octobre 1908. L'architecte est Alfred Grenander.
Le 30 janvier 1923, les travaux pour une extension de la ligne de métro est-ouest débutent. Pour permettre un transit entre les deux lignes, on fait le Mäusetunnel sous Leipziger Straße. La station Friedrichstraße est rebaptisée pour son nom actuel au milieu des années 1930.
La transition entre les lignes est fermée de 1961 à 1990. En 1970, la station de la ligne A à Berlin-Est reçoit un carrelage couleur crème. En 1995, la BVG rénove la plate-forme et installe un ascenseur.

## Services aux voyageurs

### Intermodalité
La station de métro a une correspondance avec les lignes d'omnibus M48 et 265 de la BVG.